# Francesco II de Ventimiglia

Escudo de armas de la casa de Ventimiglia.

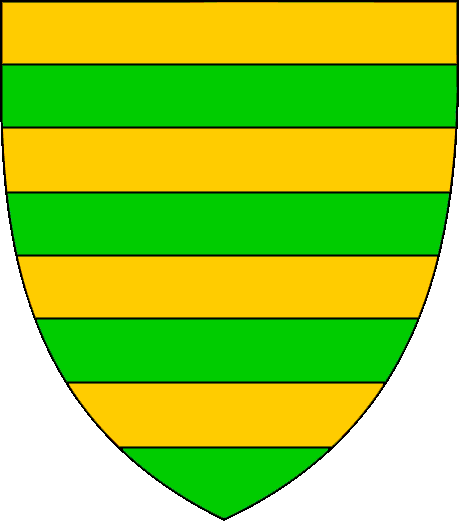
Escudo de armas de la casa de Lauria.

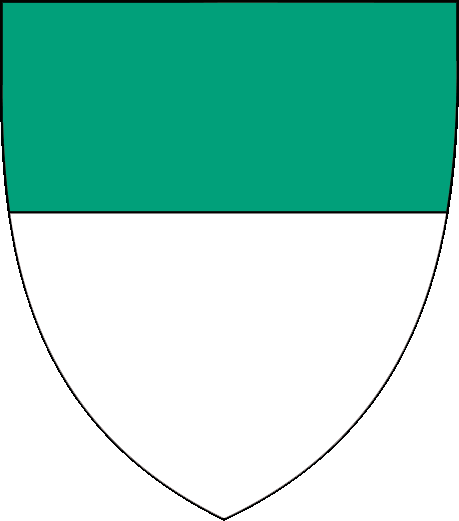
Escudo de armas de la casa de Abatte.

Francesco II de Ventimiglia, Francischello, (?-+1387) fue hijo de Francesco I de Ventimiglia y de Margherita Consolo, condesa de Mistretta.

## Títulos
- XIII conde de Geraci (V de la Casa Ventimiglia), investido el 28 de septiembre de 1354.[4]
- II conde de Collesano (Investido el 20 de junio de 1354).[5][6]
- Virrey de Sicilia.[7]
- Barón de Gratteri.[8]
- Señor del castillo de Polizzi (1356).
- Capitán a guerra y castellano de Polizzi en 1356.
- Señor de las tierras de las dos Petralias, Sottana y Soprana (investido el 12 de junio de 1354).[9]
- Señor de Pollina, San Mauro y de Isnello en 1377.
- Barón de Gangi y de Reggiovanni.
- Señor de Tusa, Caronia y Castelbuono.
- Camarero mayor del reino de Sicilia.[10]
- Vicario del reino de Sicilia (1377).[11]
- Gran almirante del reino de Sicilia.[12]
- Uso del lema Por la Gracia de Dios (Deo gratia).[13]

## Biografía

### Marco inicial
La segunda mitad del siglo XIV fue señaladamente convulsa para Sicilia: entre guerras, escaramuzas armadas y diversas epidemias de peste, el reino perdió más de un 40% de habitantes.
El 30 de diciembre de 1337 la magna regia curia juzgó culpable de traición (a título póstumo) a Francesco I de Ventimiglia, privándole de honores y patrimonio y solo tres días más tarde, el 2 de enero de 1338 la misma corte juzgó también culpable de traición a su hijos Emanuel y Francesco II, privándoles así mismo de todos los bienes.
Los primeros pasos de ambos hermanos tras la muerte de su padre fueron bien distintos: mientras Francesco II permanecía en Sicilia prisionero de Ruggero Pasaneto, su hermano Emanuel se refugió en Aragón. En 1344 participó en el ejército de Pedro IV de Aragón el ceremonioso en la conquista del Rosellón. Otros hermanos, como Alduino, se refugiaron en la corte angiovina de Nápoles, desde donde regresó a Sicilia en mayo de 1338.
En cuanto a Francesco II, en cuanto salió de prisión se unió a la facción liderada por Blasco de Alagón, gran justicia y vicario del rey Luis I de Sicilia, contra los Chiaromonte, afincados en Palermo y los Palizzi, en Mesina, los máximos exponentes en la isla de la causa angiovina.
Conservando la posesión sobre el castillo de Cristia, en el Palermitano y de algunos otros bienes, durante la difícil etapa previa a la restitución de la herencia paterna, Francesco podía contar esencialmente con dos importantes bazas: unas rentas de cierto nivel y una posición relevante que supo utilizar, por ejemplo, durante la insurrección de Palermo contra los Chiaromonte, capitaneada por Lorenzo Murra en 1351.
La reconciliación entre la corona y la casa de Ventimiglia, auspiciada por Blasco de Alagón, llevó a la total rehabilitación de la casa. Más tarde, llegó el perdón real y no solo la restitución de bienes: el rey Luis I de Sicilia reconoció que la culpa de todo lo acontecido se debió a una conspiración por envidia de los Chiaromonte y los Palizzi, con lo que se conseguía una total restauración del honor del malogrado conde Francesco I de Ventimiglia y de toda su familia.
Cuando murió Francesco I de Ventimiglia en 1338, dejó en su testamento planificada la división de su señorío entren sus hijos: el condado de Geraci para su hijo mayor, Emanuele, y el condado de Collesano para el segundo, Francesco II.
Si bien es cierto que el primogénito Emanuel de Ventimiglia entró en posesión del núcleo más antiguo de los títulos y dominios del padre, Francesco presionó a su hermano hasta obligarle a cederle los importantes territorios de la Petralia y los de Bilici. El nuevo conde de Collesano se confirmaba como el más dinámico exponente del linaje Ventimiglia: heredaba el título de camarero mayor, investido a finales de 1353, tras regresar de su exilio y en sustitución de Federico III di Chiaramonte y acabó llevando la casa de Ventimiglia a su máximo esplendor, aunque a costa de una dedicación exclusiva, sin mayores miramientos durante toda su vida que lograr su objetivo.
La numerosa prole del conde Francesco I de Ventimiglia se acomodó a lo largo del Siglo XIV con diversa fortuna, en pequeños señoríos del área Madonita (Resuttano, Pettineo, Sperlinga, Gratteri), pero fueron reabsorbidos más tarde en un gran dominio unitario por Francesco II de Ventimiglia, conde de Geraci y de Collesano.

### Situación política
Durante toda su trayectoria y sobre todo en sus comienzos como cabeza de su casa, su fidelidad política pasó por diferentes fases. Se sabe, por ejemplo, que en octubre de 1341 Teobaldo Bubutello di Castrogiovanni, estando exiliado de Sicilia, regresó clandestínamente a la isla para contactar con la nobleza siciliana y recabar posibles nuevos apoyos a la causa angiovina, pero fue capturado y bajo tortura confesó que el propio conde Francesco II formaba parte de la conjura.
En 1350 contribuyeron a fomentar una revuelta contra el conde Manfredo de Chiaromonte, que pudo ser repelida gracias a los refuerzos recibidos. En las mismas fechas, Francesco II, presa de un juvenil desvelo por una joven, en una ocasión en la que imprudentemente se adentró en Palermo, junto con su hermano Emanuel y unos soldados de escolta, sufrió una emboscada de la que se salvaron milagrosamente: los dos hermanos pudieron huir por los pasajes subterráneos de la ciudad, pero su escolta fue apresada y muerta.
Más tarde, aprovechando una eventual disputa y temporal alejamiento entre los eternos aliados, las familias Chiaromonte y Palizzi, promovieron con éxito una revuelta contra Matteo Palizzi, inclinando inexorablemente la balanza del poder del lado de la causa del rey Luis I de Sicilia.
En diciembre de 1353 Francesco II es investido con el título de gran camarlengo del reino.
En 1355 muere el rey Luis I de Sicilia y le sucede su hermano menor Federico III de 12 años de edad, por lo que su hermana Eufemia de Aragón ocupó la regencia. Esta situación permitió al conde Francesco II ocupar un primerísimo primer plano en la escena política del momento, junto con su hermano Emanuel, Artal de Alagona (hijo del ya fallecido Blasco) y a Orlando de Aragón, tío carnal del soberano Federico III de Sicilia.
Con el apoyo de la vicaria Eufemia y de Enrico Rosso, en junio de 1356 el conde de Collisano asumió el cargo de stratigoto de Mesina, aunque 18 días más tarde tuvo que dejar el cargo, debido a una revuelta popular provocada por los barones locales y apoyada por los angiovinos, que aprovecharon para aposentarse en la ciudad, al tiempo que Simone Chiaromonte se hacía fuerte en Palermo.
En una maniobra organizada por el conde, Nicolò Abatte fue sustituido en el cargo de gobernador militar de Trapani por Guido Ventimiglia. Pero le costó caro: Nicolò, señor de Isnello, optó por unirse a la facción rival del conde y se alió con los Chiaromonte y la causa angiovina, dejando a su paso por las tierras del conde un reguero de destrucción y saqueando todo lo que pudo.
En febrero de 1359 muere en Cefalú la vicaria Eufemia y Francesco II asumió la custodia del joven soberano Federico III de Sicilia, que convirtió en una asfixiante tutela, privándole de cualquier tipo de iniciativa que no contase con su aprobación. A tal punto fue así que el joven rey tuvo que urdir una estratagema para eludir la férrea vigilancia de su tutor y poder reunirse con su prometida Constanza, que no contaba con el beneplácito del conde. Constanza había llegado al puerto de Trapani, pero Guido Ventimiglia (gobernador de Trapani) no le permitió el desembarco alegando motivos de seguridad, permaneciendo abarloados en la isleta de la Colombara, y como el joven rey permanecía en Cefalú, bajo la atenta mirada del conde, no pudieron reunirse. Para burlar a sus vigilantes Constanza alegó que zarpaba rumbo a España, yendo en realidad a Catania donde sí pudo reunirse con su prometido, habiendo este aprovechado un descuido de su guardia personal en una batida de caza por los bosques de Cefalú.

### La causa angiovina
La rivalidad manifiesta entre la corona de Aragón y la casa de Anjou por el dominio de Sicilia fue una constante a lo largo de aquella época, utilizada muy frecuentemente por los barones locales, que abrazaban una causa o la contraria en cada ocasión en función de sus intereses estrictamente personales.
Siguiendo indicaciones de don Pedro IV de Aragón, el conde Francesco II inició una aproximación a los Chiaromonte, consiguiendo lo que parecía imposible: una alianza duradera entre las familias Chiaromonte y Ventimiglia. Para ello acordaron el matrimonio de sus vástagos Giacoma Ventimiglia y Matteo Chiaromonte, a pesar de que Giacoma por aquellas fechas ya estaba comprometida en matrimonio con Blasco, el hijo de Artal de Alagona, pacto que no tuvo el conde mayor reparo en deshacer.
El conde se mostró particularmente hábil en el uso del matrimonio para fines políticos. En 1372 el propio pontífice, a la sazón Gregorio XI, le exigió la comunicación previa a los matrimonios de sus restantes hijas, Eufemia y Eleonora.
Tras este enlace, Federico Chiaromonte rompe sus vínculos con la causa angiovina, sumándose a su nueva causa y consiguiendo en 1361 el real perdón para él y todos sus antepasados, concedido por el rey Federico III de Sicilia. Siguió siendo señor de Palermo, pero ahora con el consentimiento real.
En 1361 Francesco se rebeló contra el rey Federico III de Sicilia, del que era al mismo tiempo su máximo protector. Sin embargo, estas fases de deslealtad estuvieron seguidas de otras totalmente opuestas, fiel a su soberano. Y como muestra, el 16 de febrero de ese mismo año de 1361, Federico III de Sicilia le nombra justiciero vitalicio, siendo ya capitán de Palermo, en sustitución del conde de Módica, Federico de Chiaromonte, aunque poco después tuvo que dejar el cargo nuevamente en manos del Chiaramonte.
A todo esto, tanto Francesco II como Federico Chiaromonte estaban recelosos por la reciente boda de su soberano con una representante de la corona de Aragón, comenzando una etapa de oposición al rey, actitud en la que no participó su hermano Emanuele, posiblemente harto de las continuas imposiciones e injerencias de su hermano menor. Francesco II, por medio de sus capitanes los hermanos Filippo y Ricardo Castellucio, invadió el condado de Geraci, poniendo bajo custodia al mismo conde, es decir, a su propio hermano. El control efectivo del condado ya no le sería devuelto nunca a Emanuele. Posiblemente y ya que no dejaba descendencia (su hijo Francesco falleció prematuramente), aceptó su nueva situación ya que, inevitablemente, sus feudos irían a parar a su hermano tras su muerte, ya próxima por edad.
En octubre de 1362 se acordó la paz entre Artal de Alagona y los revoltosos Francesco II Ventimiglia y Federico Chiaromonte. Por otra parte Francesco II acordó en pagar a su hermano Emanuel una renta vitalicia de 111 onzas, a cambio de mantener el dominio sobre el condado de Geraci. Finalmente parecía haber llegado al reino de Sicilia una situación de paz duradera, sin abusos ni disputas baronales ni más anarquía institucionalizada, pero todo a costa del propio patrimonio del rey, que tal y como el mismo se lamentaba en octubre de 1363, era un monarca a sin carisma, sin poder ni apenas autoridad. Este, que ya contaba 21 años, viudo y con hijos, exigía inútilmente a Francesco II Ventimiglia que cumpliese con el tratado por él firmado y por el que debería pagar una renta de 1000 onzas anuales al rey, para resarcirle de las ciudades y tierras usurpadas a la propia corona.
La mañana del domingo del 13 de octubre de 1371, a la salida de la iglesia de San Francesco de Mesina, donde había acudido para asistir a misa rodeado de un grupo de nobles y algunos de sus funcionarios, el rey Federico fue repentinamente agredido por un arma impropia, un cincel de hierro, por un flamenco (sellaio flammingo) conocido como maese Tomeo, que acertó a herir al soberano, aunque solo levemente y en el abdomen. En el momento del atentado, el conde de Geraci iba a su lado. Tras el desconcierto inicial del inesperado ataque, el atacante fue inmediatamente reducido por el mismo conde de Geraci, que lo mandó retener en prisión. Considerando la posibilidad de que detrás del atentado pudiese existir una trama conspirativa, ordenó que en su encierro el agresor fuese estrechamente custodiado por familiares del rey, para garantizar la vida del reo y así más tarde poder interrogarlo convenientemente. No obstante la participación directa y proverbial del conde en el desarme y detención del magnicida, no estuvo exento de ser el blanco de murmuraciones populares, en las que le implicaban como a uno de los instigadores.
En 1372, se firma en Aviñón, la sede papal, un acuerdo entre el papa, la reina Juana (de la Casa de Anjou) y Federico III de Sicilia, reconociéndose mutuamente como soberanos de sus respectivos territorios, lo que aliviaría sensiblemente la presión sobre la zona en los próximos años.

### Apogeo y madurez
En 1375 el conde Francesco tomó como consejero a Guglielmo Spatafora, señor de Caltavuturo.
Federico III de Sicilia murió en 1377 dejando una hija de 15 años, María de Sicilia, y una disposición de 1375 en la que reconocía a la Corona de Aragón el derecho de sucesión al trono siciliano, en estricto cumplimiento de la ley sálica vigente. Este cambio de dinastía no contó con el beneplácito de los barones locales, que no deseaban posibles cambios en el equilibrio de poder. Los cuatro linajes más poderosos (los Ventimiglia, Chiaromonte, Alagona y Peralta) acordaron dividirse territorialmente Sicilia, distribuyendo la isla en función de las posesiones territoriales de cada uno, y gobernar como tutores y representantes (vicarios) de la reina María de Sicilia sin injerencias externas. Este período, conocido como el gobierno de los cuatro vicarios, duró hasta 1392, se señaló por un superávit agrícola y consiguiente recuperación de las exportaciones, y estuvo marcado por las continuas rebeliones de los otros barones, no aliados o excluidos del pacto.
Artale Alagona, uno de los cuatro vicarios, convirtió la custodia de la joven María en un férreo control a disposición de sus intereses personales, llegando incluso a planear en 1379 el matrimonio de su tutelada con Gian Galeazo Visconti. Enterados el resto de vicarios, mediante una estratagema consiguieron que Raimundo Moncada secuestrase a la reina María del castillo Ursino (Catania) y fuese trasladada a Cerdeña y más tarde a Barcelona, bajo tutela de la casa de Aragón (era nieta de los reyes de la corona de Aragón). En 1390 se casó con Martín el joven hijo de Martín I de Aragón.
A finales de 1387 murió Francesco II en Cefalú habiendo llevado sus estados al punto álgido, tanto en esplendor como en extensión. Jamás ningún otro miembro de la familia llegaría a superarle. Pero por disposición testamentaria, este volvería a ser nuevamente fraccionado entre sus hijos Enrico (Geraci) y Antonio (Collesano), mientras que el tercero, Cicco, inicialmente desheredado, acabaría poseyendo el importante feudo de Regiovanni.
Según Antonio Mogavero Fina, Francesco II de Ventimiglia fue un hombre pío y de múltiples méritos, al cual se deben entre otras las fundaciones de la abadía de Santa María del Parto en Castelbuono en 1366, del monasterio de Santa María de la Cova (Geraci, 1386), del monasterio de Santa María de Pedaly (Collesano) y el de Santa María de la Misericordia, de Castelbuono. En esta última ciudad fundó también la iglesia de la Matrice Vecchia y el monasterio de San Antonio Abate. El Monasterio de San Antonio Abate fue dotado desde su inicio con 3000 ducados de plata anuales, 2 abadías y 'muchos beneficios eclesiasticos', permaneciendo bajo el patronazgo de la Casa de Irache.
Francesco II testó el 08/01/1386 y murió en 1387.

## Matrimonio y descendencia
Casó en primeras nupcias con Elisabetta de Lauria (señora de Taormina), hija de Niccolò de Lauria Entenza, señor de Taormina (signore della porta di Taormina) en 1338, y de su esposa Albertina Abatte, y nieta de Roger de Lauria, gran almirante de Aragón y Sicilia, y de su segunda esposa, Saurina Entenza Moncada (†1325), hermana de Berenguer.
- Alduino Ventimiglia Lauria.
- Enrico II de Ventimiglia Lauria, XIV conde de Irache, que sigue.
- Cicco Ventimiglia Lauria, por privilegio del 16 de diciembre de 1396 dado en Mesina por el rey Martino el joven obtuvo los feudos de Verbumcaudo y Catuso, en territorio de Polizzi, que previamente habían sido confiscados a la familia Cavalero.[58]
  - Giovanni Ventimiglia, fue barón de Sperlinga, y recibió la investidura de Ucria por Martino el joven después de 1393. Más tarde, a comienzos de 1408, recibió el señorío de Sperlinga.[59]
- Giacoma (Iacopella) Ventimiglia Lauria, que casó con Matteo Chiaromonte, hijo de Federico Chiaromonte.
- Antonio (Antonello) Ventimiglia Lauria, (*1389,†1415 exiliado en Malta, por rebelión contra el rey Martino),[60][61] III conde de Collesano (investido en 1392), barón de Gratteri,[62] señor de la Roccella, de las dos Petralias, de Isnello, de Bilici, de Caronia y su castillo, vicario del reino en 1390 y camarero mayor en 1392. Casó en primeras nupcias (1) con Margherita de Peralta, hija de Guglielmo Peralta, conde de Caltabellotta y de Eleonora d’Aragona, hija de los duques de Atenas, con descendencia, y en segundas nupcias (2) con Albira (Elvira) de Montcada (ó Montecateno), hija de Matteo I Moncada, conde de Augusta y II conde de Adernò, y de su segunda esposa, Allegranza Abatte, hija de Enrico Abatte.[63] Antonio y Albira tuvieron:[64]
  - (1) Francesco III Ventimiglia Peralta (†1452), barón de Gratteri y de su castillo,[65] señor de la Roccella, desheredado por la corona del condado de Collesano. Casó con Isabel de Prades.[66] De aquí surgirá más tarde la rama de los Ventimiglia de Gratteri.[67]
    - Giovanni Ventimiglia Prades (†antes de 1485), barón de Gratteri, con mero e misto imperio en 1449,[68] parlamentario de Sicilia, con el puesto Núm XI. Casó con Margherita Rosso, de la casa de los barones de Cerami. Tuvieron descendencia:
      - Francesco IV de Ventimiglia Rosso, VII barón de Gratteri, que casó con Antonia del Balzo, de la casa de los duques de Andria.
        - Pietro I de Ventimiglia del Balzo, VIII Baron de Gratteri, que casó con Eleonora Vicenza del Porto, con descendencia...[69]
        - Giovanna de Ventimiglia del Balzo, que casó con Raniero Alliata, II barone di Castellamare, con descendencia.
        - Emilia de Ventimiglia del Balzo, que casó con Gerardo Bonnano, con descendencia.

  - (1) Giovanni, que luchó junto a su hermano Francesco para recuperar el condado de Collesano.
  - (2) Constanza Ventimiglia Moncada,[70] heredera del condado de Collesano, de las tierras d’Isnello, de la Petralia,etc. Estando Antonio de Ventimiglia encarcelado en la isla de Malta, fue llamado a la corte por Fernando el justo, para legitimarse ante su rey, estando todas sus posesiones sicilianas confiscadas. Obtuvo el perdón real y la restitución, pero la muerte llegó a continuación, dejando como heredera de sus vastas posesiones a su hija Constanza. La pingüe dote de esta dama, así como su ilustre prosapia, la convirtieron en objetivo de los más poderosos barones de Sicilia, ávidos de incorporar tal riqueza en sus patrimonios personales, y entre los que destacaba Arrigo (Enrique) de Manuel, primo del rey Fernando. Así mismo, Alonso Enriquez, gran almirante de Castilla, gestó una maniobra similar en beneficio de su primogénito. También se sumó al grupo de pretendientes Gilabert Centellas y Cabrera, hijo de Gilabert Centelles y Riusech, barón de Nules y de su esposa, Eleonor de Cabrera. Finalmente fue este último el candidato elegido, por indicación del propio rey Fernando, que fue quien tuvo que tomar la decisión final.[71]
- Elisabetta Ventimiglia Lauria, que casó en primeras nupcias en 1363 Giovanni Chiaromonte y en segundas nupcias en 1372 con Enrico II Rosso.[72]
- Eufemia Ventimiglia Lauria, que casó en 1372 con Manfredi III Chiaromonte[72]
- Eleonora Ventimiglia Lauria.
- Perna Ventimiglia Lauria, que casó[73] con Antonio Fardella.[74]
  - Lanzone Fardella Ventimiglia, que casó en 1406 con Benvenutta de Sigerio.
  - Francesco Fardella Ventimiglia.

Casó en segundas nupcias con Eufemia de Manuele, única hija y heredera de Antonio de Manuele, señor de Burgocristiano y Burgimilluso, de la cual tuvieron una hija:
- Pina Ventimiglia Manuele,[77] que casó con Baldassare Tagliavia.[78]
  - Giovanni Tagliavía Ventimiglia, I señor de Burguimilluso y cabeza de la estirpe Tagliavía, que más tarde, en 1535 daría a Anna Tagliavía de Aragón, que el 14 de febrero de 1574 casó con Giovanni III de Ventimiglia, VIII marqués de Irache.
  - Bartolomeo Tagliavía, que casó con Beatrice Termini, hija de Nicolò Termini.

## Cambios territoriales en el feudo
- El 9 de septiembre de 1353 el rey Luis I de Sicilia, de la casa de Aragón, confirmó a Elisabetta, hija de Nicola de Lauria y esposa de Francesco II Ventimiglia, conde de Collesano, la donación de la Foresta della Curia, más conocida como la porta di Taormina, que fue indebidamente concedida al médico Roberto di Naso durante la guerra civil.[79] Tiempo después, el 30 de noviembre de 1367[80] Francesco y Elisabetta Ventimiglia donaron dicha foresta al juez Rainaldo Crispo de Mesina.[81] Rainaldo Crispo, hijo de Antonio, fue juez de Mesina en 1348-49[82] y juez de la gran corte desde 1355 al 1374.[83] Además, fue consejero de Francesco II de Ventimiglia en los años 1367-1375.[84] Más tarde, el 28 de diciembre de 1374, el conde Francesco II de Ventimiglia concede a Rainaldo de Crispo los derechos de explotación de la almadraba de San Nicola de Termi.[85]

- El 16 de junio de 1361 la corona restituye al conde la fortaleza de Castellucio, cercano a Noto.[4]

- El 10 de noviembre de 1367 feudalizó las tierras y castillo de Termini.[4]

- En 1377 el conde Francesco II compró por 6.000 florines[86] el feudo de Isnello a Nicolà II Abate.[87]

- Reforzó su posición hegemónica en el área de la Madonia con la adquisición en 1377 del casale di Isnello a Nicola II Abbate por 6.000 florines,[88] pero era sobre todo hacia el inmenso patrimonio del obispado de Besalú y hacia esa misma ciudad a las que el conde había dirigido su máxima atención.

- El 20 de diciembre de 1385 permutó su feudo de Albiri (en territorio de la Petralia) por el castillo de Rocella, cercano a Cefalù, obteniendo la confirmación del rey Martino en fecha 13 de noviembre de 1392.[4]

- También en 1387, el mismo año de su muerte, compró el feudo de Mistretta.[89]

- Con privilegio dado en Catania el 21 de agosto de 1392 los feudos de Burgimilluso y Borgetto (el antiguo Borgocristano) fueron asignados al conde Guglielmo de Peralta (marido de la infanta Eleonora), y pasaron a su muerte al hijo Nicolò Peralta. Este último nombró en su testamento del 16 de octubre de 1398 como su heredero al sobrino Matteo Peralta, hijo de su hermano Giovanni, de las tierras y el castillo Burgiorum, scilicet Burgimillusi et Burgi domini Ridolfi.[90] Más tarde, en la causa entre Francesco Ventimiglia y la infanta Eleonora, el rey con privilegio del 12/03/1400 establece que Francesco Ventimiglia, a nombre de su esposa Eufemia, consiguiese la fortaleza de Burgimilluso, mientras Burgio permanecía en poder de los Peralta.[91]

- Cedió el feudo Fisauli a su sobrino y homónimo Francesco Ventimiglia, y este a su muerte lo legó a su primo Antonio Ventimiglia.[4]

## Línea de sucesión en el  condado de Geraci
| Predecesor: Emanuel de Ventimiglia | XIII conde de Geraci (? - 1385) | Sucesor: Enrico II de Ventimiglia |